# 紀元前104年
紀元前104年（きげんぜん104ねん）は、ローマ暦の年である。

## 他の紀年法
- 干支 : 丁丑
- 日本
  - 開化天皇54年
  - 皇紀557年
- 中国
  - 前漢 : 太初元年
- 朝鮮
  - 檀紀2230年
- 仏滅紀元 : 441年
- ユダヤ暦 : 3657年 - 3658年

## できごと

### ローマ
- 執政官 - ガイウス・フラウィウス・フィンブリアとガイウス・マリウス
- アテニオンらに率いられた奴隷がシキリア属州セジェスタで反乱、第二次奴隷戦争が開始される。
- ルキウス・アップレイウス・サトゥルニヌスがクァエストルに選出され、オスティアへ赴任。
- ガイウス・マリウスがローマで凱旋式を挙行。

### 古代ユダヤ
- アリストブロス1世がハスモン朝の指導者となる。

### 中国
- 司馬遷が史記の執筆を開始。
- 太初暦の使用が開始。

## 死去
- ユグルタ、ヌミディア国王（* 紀元前160年）
- 董仲舒、前漢の儒学者（* 紀元前179年）
- ヨハネ・ヒュルカノス1世、ハスモン朝の指導者（* 生年不詳）